# Max von Ferstel

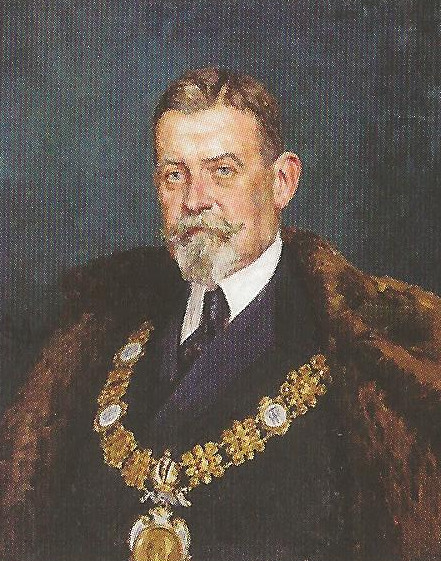
Max von Ferstel, Gemälde von Josef Engelhart (1927)

Max Freiherr von Ferstel (* 8. Mai 1859 in Wien; † 28. März 1936 ebenda) war ein österreichischer Architekt und Hochschullehrer. Der Sohn des Wiener Architekten Heinrich von Ferstel gilt als wichtiger Vertreter des Historismus.

## Leben
Nach der Matura am Schottengymnasium in Wien studierte Ferstel von 1878 bis 1882 an der Technischen Hochschule Wien bei Karl König. Während des Studiums absolvierte er eine Maurerlehre und belegte einige Kurse am „Institut für Kunstgeschichte“ an der Universität Wien.
Nach Beendigung seiner Ausbildung arbeitete Ferstel 1883 im Atelier seines Vaters Heinrich von Ferstel mit. Bereits im darauffolgenden Jahr machte er sich als Architekt selbstständig. In den folgenden Jahrzehnten betätigte sich Max von Ferstel erfolgreich auf den unterschiedlichsten Baugebieten. So errichtete er neben Wohn- und Geschäftshäusern auch Industrie- und Gewerbebauten. Auch zeichnete er für zahlreiche öffentliche Bauten, insbesondere Kirchen, verantwortlich. Außerdem betätigte er sich als Innenarchitekt und übernahm Aufträge für Denkmäler und Gräber.
Neben seiner Arbeit als Architekt tat sich Max von Ferstel auch in der akademischen Lehre hervor. An der Technischen Hochschule Wien wurde er 1892 Honorardozent, 1901 außerordentlicher Professor und 1907 schließlich ordentlicher Professor. 1908–12 und nochmals 1927–29 war er Dekan und 1921–22 auch Rektor der Technischen Universität Wien. 1930 erfolgte die Emeritierung.
Max von Ferstel betätigte sich auch als Autor von Fachliteratur. Dazu zählten u. a. Biographien über Friedrich von Schmidt, Theophil Hansen und Karl von Hasenauer in englischer Sprache. Ferner verfasste er Beiträge in den Überblickswerken von Martin Paul (Technischer Führer durch Wien) und Paul Kortz (Wien am Anfang des 20. Jahrhunderts).

## Bauten

### Wohn- und Geschäftsbauten
- 1884: Umfangreicher Umbau des Schlosses Jaidhof für Wilhelm Ritter von Gutmann, Jaidhof bei Gföhl, Bezirk Krems, Niederösterreich
- 1894: Stadthaus der Familie von Doderer, Wien 3, Stammgasse 12 (Elternhaus Heimito von Doderers)
- 1896: Villa Schöller, Wien 17, Promenadegasse 45 (zugehörige Wirtschaftsgebäude abgerissen)
- 1896: Villa Baronin Karl Ferstel, Wien 18, Sternwartestraße 67
- 1901: Um- und Zubauten an der Gutshofanlage des Schlosses Jaidhof, Niederösterreich
- 1902–03: „Riegelhof“, Sommersitz der Familie von Doderer, Prein an der Rax 23, Niederösterreich (Arbeitszimmer von Heimito Doderer erhalten)
- 1903: Familienhaus Dr. Armin Hochstetter, Wien 18, Dittesgasse 45
- 1907: Wohnhaus für den Direktor der Maschinenfabrik Andritz, Graz, Steiermark
- 1914: Wohnhaus, Wien 10, Weldengasse 19

### Öffentliche Bauten

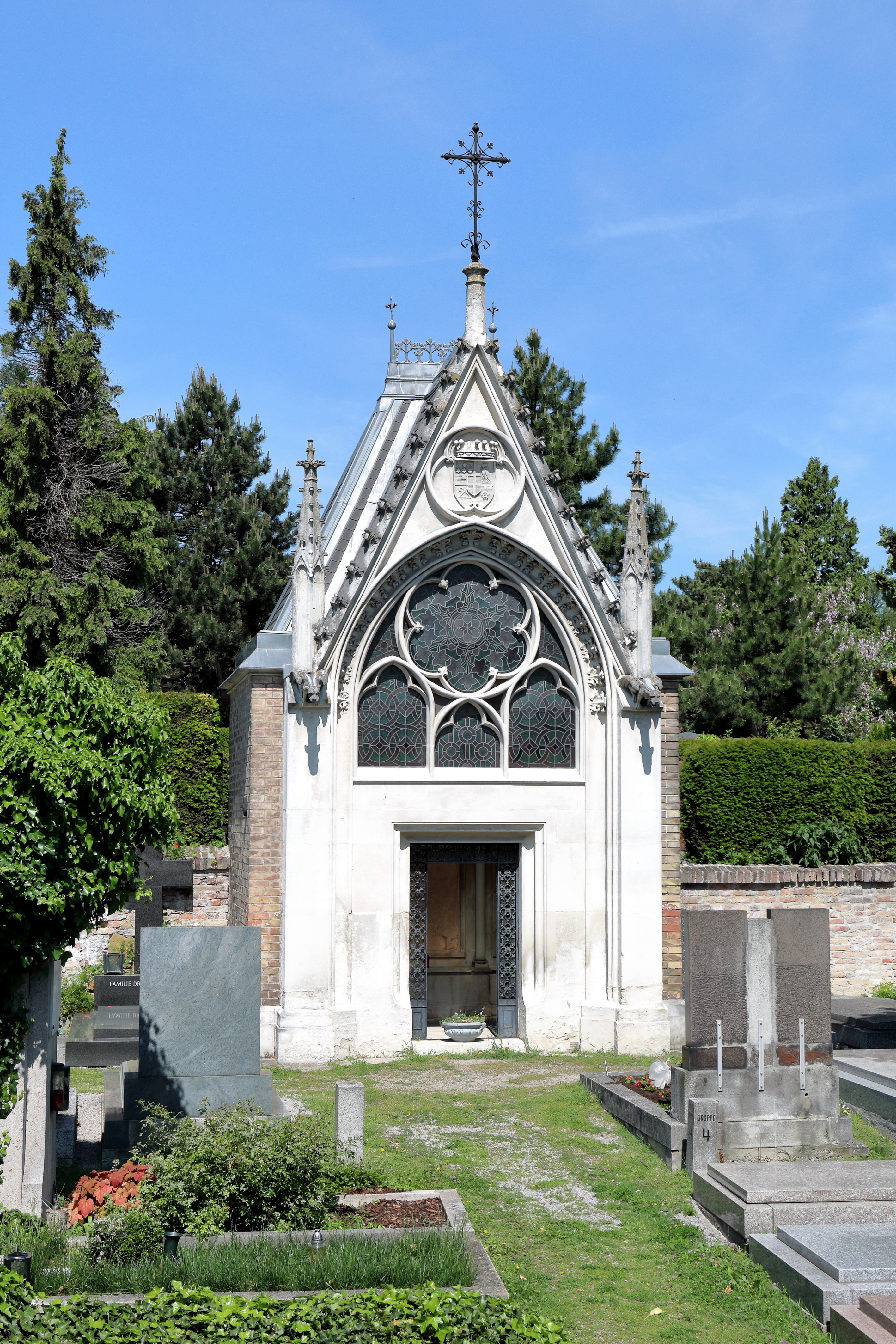
Mausoleum der Familie Ferstel am Grinzinger Friedhof (1891)

- 1888–89: Filialkirche hl. Katharina, Fahrafeld, Gemeinde Pottenstein, Niederösterreich (Umbau der barocken Kapelle)
- 1888–89: Gruftkapelle der Gräfin Anastasia von Wimpffen, Fahrafeld, Gemeinde Pottenstein, Niederösterreich
- 1889: Vollendung der von Gustav Meretta entworfenen Erlöserkirche in Ostrava (heute Kathedrale)
- 1890–91: Grabdenkmal für Heinrich von Hügel und seine Familie, Darmstadt, Deutschland
- 1891: Grabkapelle der Familie Ferstel, Wien 19, Grinzinger Friedhof (Ausführung lt. Architekturlexikon durch Heinz Gerl[1])
- 1892–98: Katholische Kirche in Beltinci, Slowenien
- Anf. 20. Jh.: Kapelle in Altenberg, Hauptstraße, Gemeinde St. Andrä-Wördern, Niederösterreich
- 1900: Grabstele für Wilhelm Ritter von Doderer, Wien 11, Zentralfriedhof, Gruppe 59D
- 1901: Mausoleum der Familie Seidler, Gruftenberg 1, Würmla, Bezirk Tulln, Niederösterreich (1990–1995 zu Wohnhaus adaptiert)
- 1900–02: Gruftkapelle in Würmla, Niederösterreich
- 1906–08: Rathaus in Pettau, Steiermark (heute Ptuj in Slowenien) (Wettbewerb, 1. Preis)
- 1901–02: Rathaus in Witkowitz, Mähren (heute Vítkovice, Stadtteil von Ostrava, in Tschechien) (Wettbewerb, 1. Preis)
- 1914–15: Neue Wallfahrtskirche Mariä Himmelfahrt in Turnišče, Slowenien
- 1920 Kriegerdenkmal in der Turmhalle der Pfarrkirche Gföhl, Bezirk Krems, Niederösterreich

### Industrie- und Gewerbebauten
- 1904–05: Elektrizitätswerk für das Schloss Würmla, Niederösterreich
- 1904–05: Elektrizitätswerk und Meierei für das Schloss Jaidhof, Niederösterreich

### Innenraumgestaltung und Design
- 1931: Festsaal der Veterinärmedizinischen Universität Wien[2]

## Ehrungen
Max von Ferstel erhielt für seine Tätigkeit zahlreiche Ehrungen bzw. Ehrenämter:
- 1900: Silber-Medaille der Weltausstellung in Paris
- 1908: Ehrenbürger von Pettau (heute Ptuj in Slowenien)
- 1921: Hofrat
- 1923: Ehrenmitglied der Akademie der bildenden Künste in Wien
- 1930: Großes Goldenes Ehrenzeichen für Verdienste um die Republik Österreich

## Familie
Max von Ferstel war Teil einer von Architektur und Bauwesen geprägten Familie. Neben seinem Vater Heinrich von Ferstel (1828–1883), war auch sein Onkel Karl Köchlin (1828–1894) ein erfolgreicher Architekt. Max von Ferstels Schwiegervater, Heinrich von Hügel (1828–1899), war einer der größten Eisenbahnbau-Unternehmer seiner Zeit. Mit dessen Tochter, Charlotte (genannt "Lollo") von Hügel (1863–1949), hatte Max von Ferstel drei Kinder, die Mädchen Luise (genannt "Lucie", 1886–1945) und Emi (1888–1946), und den Jungen, Heinz (1887–1912).
Ferner war Max von Ferstel mit dem österreichischen Architekten und Bauunternehmer Wilhelm Carl Gustav von Doderer verschwägert, da dieser mit Charlottes Schwester Louise (Willy) von Hügel (1862–1946) verheiratet war. Wilhelm Carl von Doderers Vater war der bekannte österreichische Architekt Carl Wilhelm Christian von Doderer (1825–1900), welcher wiederum ein enger Freund von Max Vater Heinrich von Ferstel war.
Max von Ferstel war mit der Familie von Doderer auch privat eng verbunden. So errichtete er gemeinsam mit dem Architekten Carl Wilhelm von Doderer 1894 das repräsentative Wiener Stadthaus der Familie Doderer (Stammgasse 12, III. Wiener Gemeindebezirk), in welchem er auch selbst eine Wohnung hatte. Außerdem schuf er 1900 eine Stele für das Grab von Carl Wilhelm von Doderer und baute 1902–03 den „Riegelhof“, das Sommerhaus des Bauunternehmers Wilhelm Carl von Doderer in Prein an der Rax (Niederösterreich).